# NGC 4236
NGC 4236 sau Caldwell 3 este o galaxie spirală barată din constelația Dragonul. NGC 4236 face parte din Grupul M81, un grup de galaxii localizat la o distanță de aproximativ 11,7 milioane de ani-lumină (3,6 megaparseci) de Pământ.  Acest grup mai conține și cunoscutele galaxii Messier 81 și Messier 82.